# Army Life
«Army Life» es el primer sencillo de la banda de hardcore punk escocesa The Exploited publicado en el año 1980 por la compañía discográfica Exploited Company Records
El sencillo contiene la canción "Army life" que habla de la experiencia militar del cantante del grupo Wattie Buchan dentro del ejército británico. El tema habla del enlistamiento obligatorio vigente en la Gran Bretaña. Wattie habla del ejército como una "Máquina de Asesinos".
La otra cara del sencillo tiene los temas "Crashed Out" y "Fuck a Mod".

## Lista de canciones

### Lado A
1. Army life

### Lado B
1. Crashed out
2. Fuck a mod

## Personal
- Wattie Buchan - voz
- Big John Duncan - guitarra
- Gary McCormack - bajo
- Dru Stix - batería

- Datos: Q3623448